# Leo Funtek
Leo(n) Funtek, slovenski violinist in aranžer * 21. avgust 1885, Ljubljana, † 31. januar 1965, Helsinki.
Rodil se je očetu Antonu in materi Pavli (roj. Pfeifer).
Funtek je bil čudežni otrok, z dvanajstimi leti je nastopil na koncertu Filharmonične družbe v Ljubljani in v evropskem glasbenem prostoru kmalu postal priznan violinski virtuoz. Šolal se je v Leipzigu, od leta 1906 pa je večinoma prebival v Helsinkih. Tam je deloval kot koncertni mojster orkestra, dirigent, korepetitor in pedagog.
Leo Funtek je premalo znan kot prirejevalec. Skadinavci ga spoštujejo predvsem kot prireditelja SLIK Z RAZSTAVE Modesta Musorgskega, napisane istega leta kot priredba Mauricea Ravela (1922). Drug za drugega nista vedela, po mnenju mnogih poznavalcev se je Funtkova priredba mnogo bolj približala originalu klavirske partiture. Posnetki Funtkove priredbe SLIK Z RAZSTAVE sta objavila dirigenta Segerstam in Järvi. Romunski dirigent Horia Andreescu je leta 2007 posnel Funtkovo priredbo SLIK Z RAZSTAVE z Nizozemskih filharmoničnim orkesterom. Koncertno so izvedli Funtkovo priredbo tudi v Sloveniji (Slovenska filharmonija pod vodstvom U. Lajovca).